# Култура на Унгария
Културата на Унгария варира в зависимост от частта на Унгария, от столицата Будапеща на река Дунав до Големите равнини, граничещи с Украйна. Унгария има богата традиция на народните занаяти, например бродерия, украсена керамика и дърворезба. Унгарската музика варира от рапсодиите на Ференц Лист и народната музика до съвременните песни, повлияни от народната музика и ромската музика. Унгария има богата и разнообразна литература с много поети и писатели, въпреки че много от тях не са известни в чужбина поради ограниченото разпространение на унгарския език.

## Музика
Музиката на Унгария е популярна по света с фолклорните си образци и с творбите на композитори като Ференц Лист, Бела Барток и Золтан Кодай.

## Кино
Първият унгарски филм, спечелил Оскар за най-добър чуждестранен филм, е „Мефисто“ през 1982 г., режисиран от Ищван Сабо.

## Архитектура
В Унгария се намира най-голямата синагога в Европа, Голямата синагога на Будапеща. В Унгария е и третата по големина църква в Европа, базиликата в Естергом, както и второто по големина абатство в света, абатството Панонхалма. В Печ се намира най-големият некропол от ранното християнство извън Италия.
В Гьодьольо се намира вторият по големина бароков дворец в света.

## Образование
В Унгария, по-голямата част от детските градини и училищата са държавна собственост, но съществуват частни и управлявани от църквата. Детските градини обикновено се посещават от 3- до 6- годишна възраст на детето. Образованието започва от учебната година, в която детето навършва 7-годишна възраст.
Продължителността на основното училище е 8 години, след което учениците имат възможност да продължат обучението си в техникум или професионална гимназия. Най-често това е 4-годишен период, но се срещат и гимназии, в които обучението е 8- и 6-годишно, в зависимост от това дали децата се записват в нея след завършен 4 или 6 клас.

## Нобелови лауреати
Списък с имената на носителите на Нобелова награда в обратен хронологически ред.
| Име                | Година | Област                                                                             | Вид на Нобеловата награда      |
| ------------------ | ------ | ---------------------------------------------------------------------------------- | ------------------------------ |
| Имре Кертес        | 2002   | Литература                                                                         | Нобелова награда за литература |
| Дьорд Олах         | 1994   | Химията на карбонокатионите                                                        | Нобелова награда за химия      |
| Янош Харшани       | 1994   | Некооперативните игри                                                              | Нобелова награда за икономика  |
| Денис Габор        | 1971   | Метода на холографията                                                             | Нобелова награда за физика     |
| Йеньо Вигнер       | 1963   | За принос в теорията на атомното ядро и елементарните частици                      | Нобелова награда за физика     |
| Дьорд Бекеши       | 1961   | Физическия механизъм на дразненията възникващи в ушната мида                       | Нобелова награда за медицина   |
| Дьорд Хевеши       | 1943   | Използването на изотопи като индикатори на химическите процеси                     | Нобелова награда за химия      |
| Алберт Сент-Дьорди | 1937   | Биологическо окисление и откриване на витамин С и катализата на фумарната киселина | Нобелова награда за медицина   |
| Роберт Барани      | 1914   | Физиология и патология на вестибуларния апарат                                     | Нобелова награда за медицина   |
| Филип Ленард       | 1905   | Изследване на естеството и свойствата на катодните лъчи                            | Нобелова награда за физика     |